# Élections régionales de 2015 en Campanie
Les Élections régionales de 2015 en Campanie se sont tenues le 31 mai 2015, afin d'élire les 51 membres du conseil régional de la région de Campanie pour un mandat de cinq ans.

## Mode de scrutin

Région de Campanie.

La Campanie est une région italienne à statut simple.
Le conseil régional ainsi que son président sont élus simultanément pour cinq ans au suffrage universel direct. Les 50 conseillers sont élus au scrutin proportionnel plurinominal avec listes ouvertes, vote préférentiel et seuil électoral de 3 %, tandis que le président est élu au scrutin uninominal majoritaire à un tour. Ce dernier se présente obligatoirement en tant que candidat d'une liste en lice pour le conseil régional, ce qui interdit de fait les candidatures sans étiquettes.
La liste du président élu reçoit d'emblée une prime majoritaire portant sa part des sièges à un minimum de 60 % du total. Les sièges sont ensuite repartis à la proportionnelle aux différentes listes ayant franchi le seuil électoral, et à leurs candidats en fonction des votes préférentiels qu'ils ont recueillis. Le seuil de 3 % n'est pas pris en compte pour les listes se présentant au sein d'une coalition ayant elle-même franchie un seuil de 10 %. Par ailleurs, le président élu devient de droit membre du conseil, ce qui porte le total de conseillers à 51.

### Modalités
L'électeur vote sur un même bulletin pour un candidat à la présidence et pour la liste d'un parti. Il a la possibilité d'exprimer ce vote de plusieurs façons.
- Soit voter uniquement pour une liste, auquel cas son vote s'ajoute également à ceux pour le candidat à la présidence soutenu par la liste. Il a également la possibilité d'exprimer un vote préférentiel pour deux candidats de son choix sur la liste en écrivant leurs noms. Il ne doit dans ce cas pas écrire les noms de deux candidats de même sexe, ni un seul nom.
- Soit ne voter que pour un candidat à la présidence, auquel cas son vote n'est pas étendu à sa liste.
- Soit préciser son vote pour un candidat et son vote pour une liste. Contrairement à plusieurs autres régions italiennes, l'électeur peut effectuer un panachage en choisissant un candidat à la présidence et une liste ne faisant pas partie de celles soutenant le candidat choisi[1].

### Répartition des sièges
| Provinces                 | Sièges | +/- |  |
| Avellino                  | 4      | 1   |  |
| Bénévent                  | 1      | 2   |  |
| Caserte                   | 8      | 1   |  |
| Naples                    | 27     | 4   |  |
| Salerne                   | 9      | 2   |  |
| Candidats à la présidence | 2      | 1   |  |
| Total                     | 51     | 9   |  |

## Résultats
|                        |                           |            |            |                      |                                       |                                                  |           |         |         |               |               |       |  |  |
| Présidence             | Présidence                | Présidence | Présidence | Présidence           | Conseil                               | Conseil                                          | Conseil   | Conseil | Conseil | Conseil       | Conseil       | Total |  |  |
| Candidats              | Candidats                 | Votes      | %          | Sièges               | Partis                                | Partis                                           | Votes     | %       | +/-     | Sièges        | +/-           | Total |  |  |
|                        | Vincenzo De Luca (PD)     | 987 927    | 41,15      | 1                    |                                       |                                                  |           |         |         |               |               |       |  |  |
|                        | Vincenzo De Luca (PD)     | 987 927    | 41,15      | 1                    | Parti démocrate (PD)                  | 443 879                                          | 19,49     | 1,94    | 15      | 1             |               |       |  |  |
|                        | Vincenzo De Luca (PD)     | 987 927    | 41,15      | 1                    | De Luca pour la présidence            | 111 698                                          | 4,90      | Nv.     | 4       | 4             |               |       |  |  |
|                        | Vincenzo De Luca (PD)     | 987 927    | 41,15      | 1                    | Campanie libre                        | 108 921                                          | 4,78      | 2,26    | 3       | 2             |               |       |  |  |
|                        | Vincenzo De Luca (PD)     | 987 927    | 41,15      | 1                    | Liste commune CD-SC                   | 62 975                                           | 2,76      | Nv.     | 2       | 2             |               |       |  |  |
|                        | Vincenzo De Luca (PD)     | 987 927    | 41,15      | 1                    | Union de Centre (UdC)                 | 53 628                                           | 2,35      | 7,05    | 2       | 4             |               |       |  |  |
|                        | Vincenzo De Luca (PD)     | 987 927    | 41,15      | 1                    | Parti socialiste italien (PSI)        | 49 643                                           | 2,18      | 1,34    | 1       | 1             |               |       |  |  |
|                        | Vincenzo De Luca (PD)     | 987 927    | 41,15      | 1                    | Campanie en réseau (ApI-NCDU-AS)      | 34 337                                           | 1,50      | 1,54    | 1       | 1             |               |       |  |  |
|                        | Vincenzo De Luca (PD)     | 987 927    | 41,15      | 1                    | Fédération des Verts (FdV)            | 26 401                                           | 1,15      | 0,08    | 1       | 1             |               |       |  |  |
|                        | Vincenzo De Luca (PD)     | 987 927    | 41,15      | 1                    | Italie des valeurs (IdV)              | 25 913                                           | 1,13      | 5,34    | 1       | 3             |               |       |  |  |
| Total Centre-gauche    | Total Centre-gauche       | 987 927    | 41,15      | 1                    | 917 395                               | 40,29                                            | 1,79      | 30      | 9       | 31            |               |       |  |  |
|                        | Stefano Caldoro (FI-NPSI) | 921 379    | 38,37      | 1                    |                                       |                                                  |           |         |         |               |               |       |  |  |
|                        | Stefano Caldoro (FI-NPSI) | 921 379    | 38,37      | 1                    | Forza Italia (FI)                     | 405 773                                          | 17,81     | 13,85   | 7       | 14            |               |       |  |  |
|                        | Stefano Caldoro (FI-NPSI) | 921 379    | 38,37      | 1                    | Caldoro pour la présidence (NPSI-PLI) | 163 468                                          | 7,17      | 1,37    | 2       | 2             |               |       |  |  |
|                        | Stefano Caldoro (FI-NPSI) | 921 379    | 38,37      | 1                    | Liste commune NCD-AP                  | 133 753                                          | 5,87      | Nv.     | 1       | 1             |               |       |  |  |
|                        | Stefano Caldoro (FI-NPSI) | 921 379    | 38,37      | 1                    | Frères d'Italie (FdI)                 | 124 543                                          | 5,46      | Nv.     | 2       | 2             |               |       |  |  |
|                        | Stefano Caldoro (FI-NPSI) | 921 379    | 38,37      | 1                    | Noi Sud (NS)                          | 47 367                                           | 2,09      | 1,50    | –       | 2             |               |       |  |  |
|                        | Stefano Caldoro (FI-NPSI) | 921 379    | 38,37      | 1                    | Liste commune PpI-PRI                 | 17 475                                           | 0,76      | Nv.     | –       | en stagnation |               |       |  |  |
|                        | Stefano Caldoro (FI-NPSI) | 921 379    | 38,37      | 1                    | Moins de terres en feu                | 6 561                                            | 0,28      | Nv.     | –       | en stagnation |               |       |  |  |
|                        | Stefano Caldoro (FI-NPSI) | 921 379    | 38,37      | 1                    | Victimes de la Justice                | 5 941                                            | 0,26      | Nv.     | –       | en stagnation |               |       |  |  |
| Total Centre-droit     | Total Centre-droit        | 921 379    | 38,37      | 1                    | 904 881                               | 39,74                                            | 18,86     | 12      | 26      | 13            |               |       |  |  |
|                        | Valeria Ciarambino        | 420 839    | 17,52      | –                    |                                       | Mouvement 5 étoiles (M5S)                        | 387 546   | 17,01   | 15,68   | 7             | 7             | 7     |  |  |
|                        | Salvator Vozza            | 52 777     | 2,19       | –                    |                                       | La Gauche au travail (avec SEL-PRC-PCd'I-GI-PdS) | 53 000    | 2,32    | Nv.     | 0             | en stagnation | 0     |  |  |
|                        | Marco Esposito            | 17 860     | 0,74       | –                    |                                       | Liste civique Mo! Campania                       | 14 332    | 0,62    | Nv.     | 0             | en stagnation | 0     |  |  |
|                        |                           |            |            |                      |                                       |                                                  |           |         |         |               |               |       |  |  |
| Votes valides          | Votes valides             | 2 400 782  | 93,10      |                      | Votes valides                         | Votes valides                                    | 2 277 154 | 88,31   |         |               |               |       |  |  |
| Votes blancs et nuls   | Votes blancs et nuls      | 177 985    | 6,90       | Votes blancs et nuls | Votes blancs et nuls                  | 301 613                                          | 11,69     |         |         |               |               |       |  |  |
| Total candidats        | Total candidats           | 2 578 767  | 100        | 2                    | Total partis                          | Total partis                                     | 2 578 767 | 100     | -       | 49            | 10            | 51    |  |  |
| Abstentions            | Abstentions               | 2 386 832  | 48,07      |                      |                                       |                                                  |           |         |         |               |               |       |  |  |
| Inscrits/Participation | Inscrits/Participation    | 4 965 599  | 51,93      |                      |                                       |                                                  |           |         |         |               |               |       |  |  |